# Photocryptus apicalis
Photocryptus apicalis là một loài tò vò trong họ Ichneumonidae.